# The Daily Evergreen
A The Daily Evergreen a Washingtoni Állami Egyetem hallgatói lapja.
A 6500 darabos példányszámban terjesztett újság oktatási időszakban naponta, nyáron pedig hetente jelenik meg. A lapot a hallgatók 83 százaléka, valamint az egyetemi dolgozók több mint 50%-a olvassa, ezen felül Pullman és Moscow városokban is terjesztik. A lap nyomását az egyetem nyomdája végzi.
A The Daily Evergreen magát „a Washingtoni Állami Egyetem hallgatói hangjának” hívja; elsődlegesen az intézményt érintő témákkal foglalkoznak, azonban regionális híreket is megjelentetnek. Az újság rovatai a hírek, a sport, a vélemény, az élet, valamint a Menta nevű szórakoztató rovat.
A szerkesztői pozíciók szemeszterenként cserélődnek; a főszerkesztőt a Hallgatói Publikációs Bizottság választja ki; a maradék szerkesztőt a választott személy a pozícióra jelentkezők közül jelöli ki.

## Történet
Az újság először 1895 márciusában jelent meg; a 12 oldalas, nagyméretű kiadványt hét szerkesztő állította össze. Ára 75 cent évente, vagy 10 cent példányonként.
A WSU elődjének számító mezőgazdasági iskola hallgatói lapja a The College Record volt, amely először 1892-ben, az intézmény megnyitása után egy hónappal jelent meg; az első kiadványt a Chinook évkönyv, illetve Enoch A. Bryan rektor könyve alapján krémszínű szaténra nyomtatták. Az újság tíz számot élt meg, majd 1893-ban a nyomda felé fennálló tartozások miatt megszűnt. 1902-ben a szerkesztők megkérték az olvasókat, hogy az új könyvtár számára biztosítsák az újság régi számait, azonban ilyenekkel senki nem rendelkezett.
Miután a főiskolán két évig nem volt hallgatói lap, a diákok létrehozták a The Evergreent, melynek főszerkesztőjévé egyik társukat, Will D. Toddot választották; az újság nevére vonatkozóan nem állnak rendelkezésre írásos információk. Az első kiadvány 1895 márciusában jelent meg, az újságot pedig azóta is gondozzák.
A lap első számaiban főleg helyi hírek, esszék és kreatív írások voltak olvashatóak, valamint a régió hasonló újságjaival történő humorcsere is gyakori volt. A korai időszakban Enoch Bryan a következőket mondta az újságról: „értékes kiadvány – főleg hírekből és jól megírt cikkekből áll – némi költői hozzájárulással, amit főleg egy hallgató szerkeszt, aki most már öregdiák”.
A The Evergreen első női főszerkesztője az 1989 tavaszán megválasztott Dora Lobaugh volt, akiről a Chinook évkönyv a következőket írta: „ismeretes, hogy a főiskolai újságoknak nem voltak női főszerkesztői, és ez nem véletlen. Az, hogy egy északnyugati hallgatói lapnak egy teljes tanéven át női főszerkesztője van, kivételt jelent. Természetesen a csapat többi tagjának támogatása biztosított, azonban a felelősség a szerkesztőt terheli”.
A The Evergreen 1899 őszéig havonta, majd hetente jelent meg. 1920-ban a heti példányszámot kettőre, 1923-ban pedig háromra emelték. 1950 októberében a hallgatók elérték, hogy az újság keddenként is jelenjen meg, azaz így már heti négy nap, keddtől péntekig adták ki, mivel a hétfői nyomtatás drágább volt. 1980-tól az újság hétfőtől péntekig jelenik meg.
A rektor utasításának megfelelően 1901-től az újság a hallgatói önkormányzat egy bizottságaként működik. Az első években gyakori volt, hogy az újság munkatársai a hallgatói képviselet tagjai is voltak; Bryon Hunter, az 1898 őszi időszak főszerkesztője a hallgatói szervezet elnöke volt.
A huszadik század elején az intézmény hallgatói szervezetei ugrásszerűen növekedtek, így az Evergreen főszerkesztői pozíciója egy sokak által áhított poszt volt, melynek betöltőjét lényegében a fiúszövetségek vezetői jelölték ki, úgy mint a szurkolásvezetőt, az osztályfelelősöket és a hallgatói tanács tagjait.
Évente egy hallgatói szervezet (például az első évfolyam vagy a Talamathian Társaság) lehetőséget kap egy kiadvány összeállítására, valamint karácsonykor, a diplomaosztó idején, valamint az Idahói Egyetemmel szembeni mérkőzéskor speciális lapszámokat is kiadnak; az újságban különrovatok is (például Anyák hétvégéje, illetve végzős- és hazai futballmérkőzések) is helyt kapnak, augusztusban pedig az új hallgatók beilleszkedését segítő füzetet adnak ki. Első nyári száma 1900-ban jelent meg.
Az újságot története során főképp hagyományos méretben adták ki, azonban a második világháború során anyagtakarékossági okokból a lapok fizikai mérete, valamint a megjelenési gyakoriság is csökkent: először hetente kétszer, majd hetente adták ki.
Egy 1995-ös interjúban Maynard Hicks, az Evergreen tanácsadója és az újságírási tanszék oktatója elmondta, hogy 1951 fordulópont volt az újság életében, amikor az egy költséges rágalmazási ügyet követően a tanszék fennhatósága alá került. A lap szerzői úgy érezték, hogy többé nincs befolyásuk az újság életébe; később az irányelvet újra megváltoztatták, mivel az egyik munkatárs öngyilkosságot próbált elkövetni.
1952-ben egy új telexgépet üzemeltek be, így az újság az Associated Press formátumát kezdte használni; a változtatás azonban sok hallgatónak nem tetszett, mivel így kevesebb hely maradt a hallgatói tevékenységekkel és találkozókkal kapcsolatos információk publikálására. 
A Compton Union Building megépültekor az újságot új helyre költöztették, majd a lap egy időre a régi oktatási épületben kapott helyet. A Murrow Kommunikációs Központ keleti szárnyát az újság 1972 óta foglalja el, miután az épületet a kommunikációs iskola befogadására felújították. A hallgatói publikációs szervezet ekkor hét év megtakarításait felhasználva ötvenezer dollárt költött új betűkészletek beszerzésére, ezáltal az újság mind a betűk méretében, mind a stílusában változatosabb lehetett.
1995-ben, a lap fennállásának száz éves évfordulóján a szedést már számítógépen végezték, a nyomás pedig Spokane-ben történt. A kiadvány weboldala 1996. április 1-jén indult, 2001-től pedig az archívum is elérhető, továbbá 2002-ben átálltak a digitális fényképek használatára.
2007-ben lecserélték a fóliókat és a logót, 2008-ban pedig a cikkek közti hely csökkentésével a lapok kisebb méretűek lettek.

## Egyetemi hierarchia
Az újság a hallgatói ügyekért felelős részleg alá tartozó hallgatói médiairoda (korábban Hallgatói Publikációs Bizottság) terméke a Chinook Évkönyvvel és a Látogatói Magazinnal egyetemben.
A tizenkilenc tagú médiatanács havona tart üléseket, tisztviselőket pedig évente háromszor választanak. A tanács egy szavazati joggal nem rendelkező állandó elnökből, hat egyetemi munkatársból, négy alap- és két mesterképzésben résztvevő hallgatóból, valamint a hallgatói iroda hat részlegvezetőjéből áll. A hallgatók a főszerkesztői, a hirdetésekért felelős, a kreatív igazgatói, a Chinook Évkönyv szerkesztői, a web- és mobilnézetért felelős, illetve a marketingért felelős pozíciókat töltik be. A diákposztokra négy személyt az Associated Students of Washington State University elnöke jelöl (minden BSc-évfolyamból egyet), kettőt pedig a Associated Students of Washington State University (két mesterképzésben résztvevő hallgató). Az előbbieken felül minden munkakört a rektor által kijelölt hallgatói vezetők töltenek be. A közreműködő egyetemi dolgozók az intézmény specifikus területeiről érkeznek, és köztük van az Edward R. Murrow Kommunikációs Főiskola képviselője is.
A felettes szerv szabályzata kimondja, hogy garantálni kell az újság szerkesztőinek alkotói szabságát, a lap tartalmába sem az egyetem, sem annak szervezetei és dolgozói nem avatkozhatnak bele. A szerzők teljes jogi felelősséggel tartoznak saját munkájukért, a tartalom miatt az egyetem nem szankcionálhatja a szerkesztőket, sem forráselvonást nem vihet végbe.
Az újság önfenntartó, bevételeit a hallgatói képviselők által szervezett reklámkampányokból szerzi. A szerkesztők általában további forrásokat is szoktak igényelni, melyekről a hallgatókból és egyetemi dolgozókból álló illetékes bizottság dönt; az innen származó összegeket multimédiás eszközök beszerzésére és újságírói képzésekre költik.

## Fordítás
- Ez a szócikk részben vagy egészben  a   The Daily Evergreen című angol Wikipédia-szócikk ezen változatának fordításán alapul.  Az eredeti cikk szerkesztőit annak laptörténete sorolja fel. Ez a jelzés csupán a megfogalmazás eredetét és a szerzői jogokat jelzi, nem szolgál a cikkben szereplő információk forrásmegjelöléseként.